# Du lịch Hà Nội

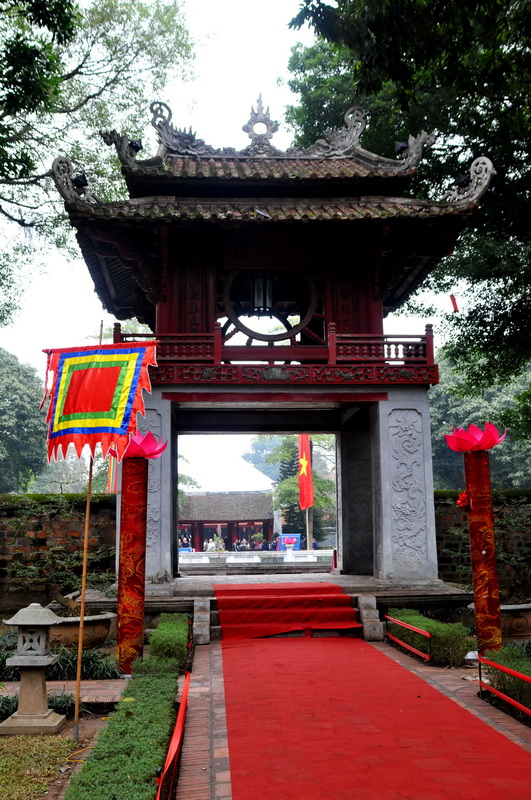
Văn Miếu - Quốc Tử Giám, một biểu tượng của thành phố Hà Nội, biểu tượng của lịch sử ngàn năm văn hiến và du lịch của Thủ đô

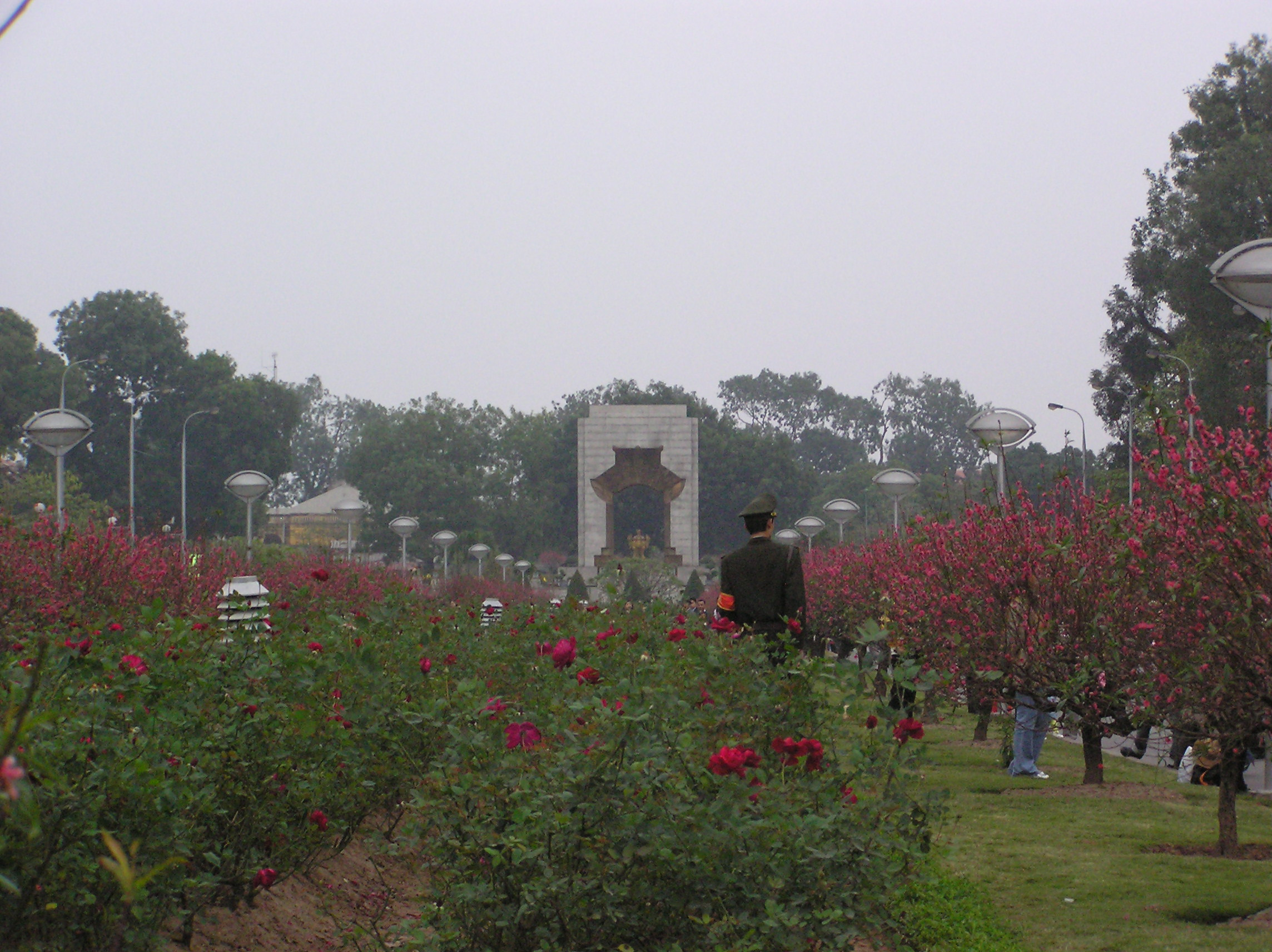
Đài tưởng niệm liệt sĩ Bắc Sơn

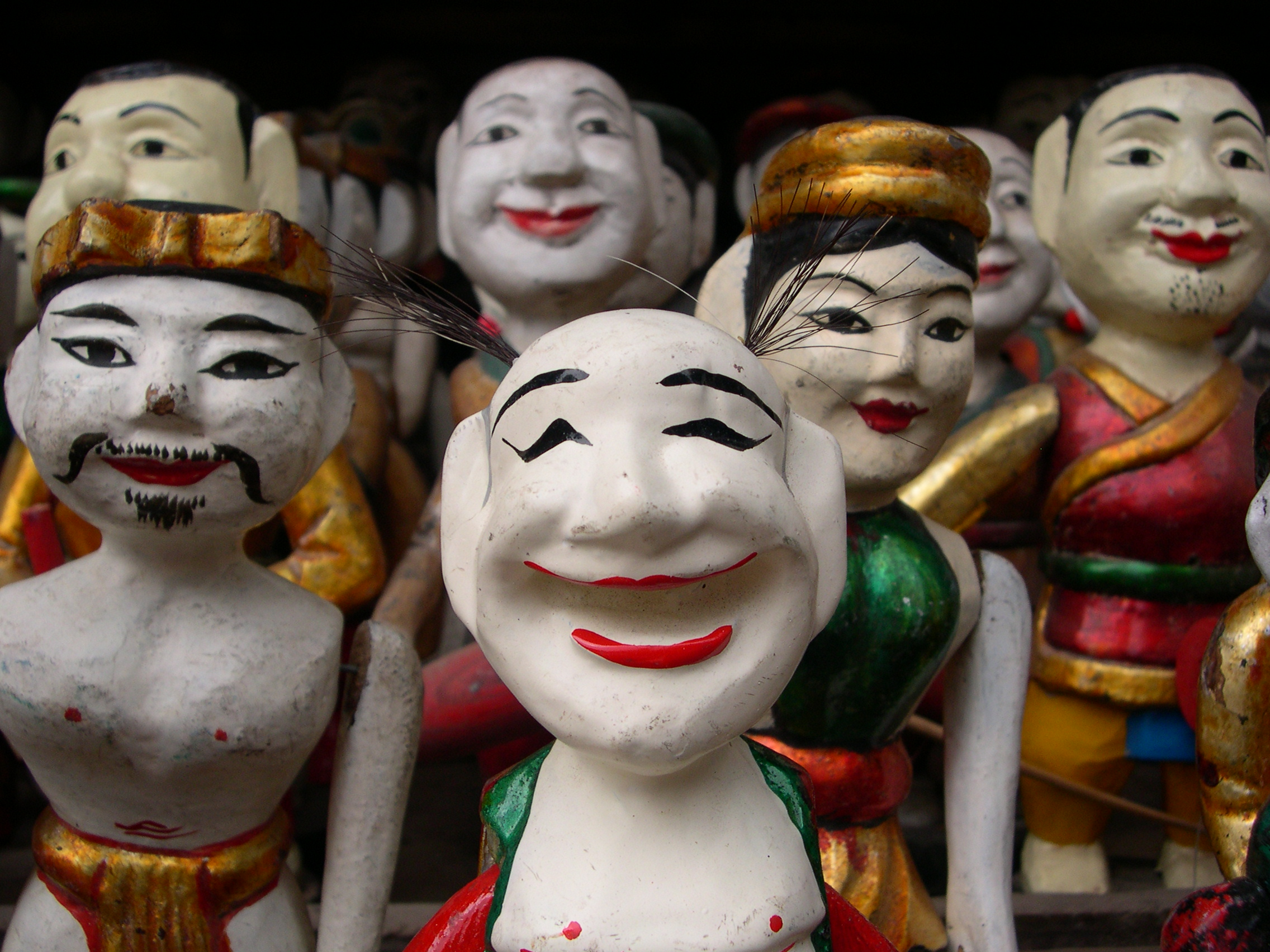
Rối nước bán trong khu phố cổ

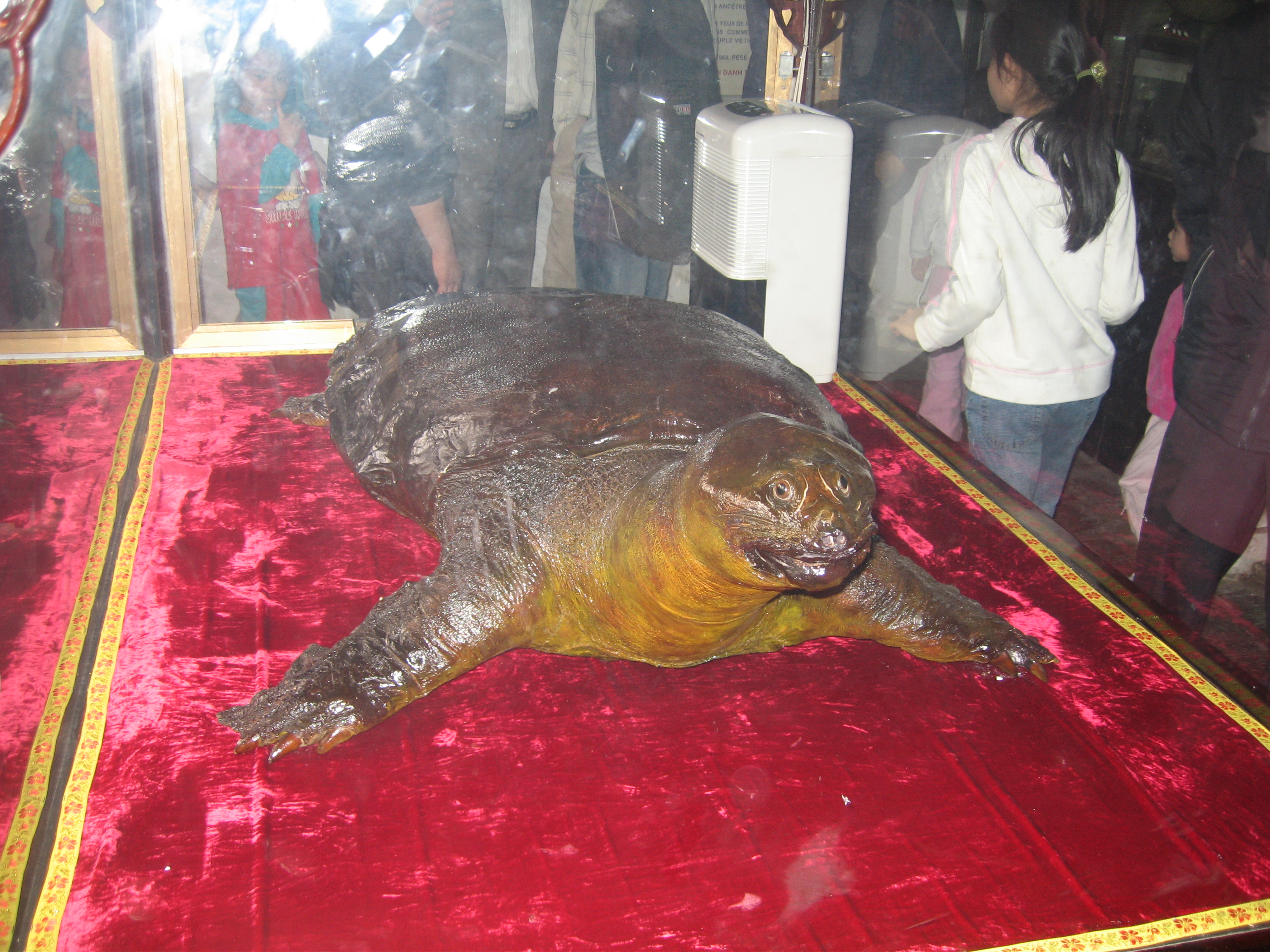
Rùa Hồ Gươm trong đền Ngọc Sơn

Du lịch Hà Nội là một ngành kinh tế quan trọng, với vai trò là trung tâm phát triển du lịch Việt Nam, đầu mối phân phối khách cho các tỉnh khu vực phía Bắc.

## Tổng quan
Hà Nội là thủ đô hơn 1000 năm tuổi, có lịch sử lâu đời, truyền thống văn hóa đa dạng và giàu bản sắc, Hà Nội thực sự là một trung tâm du lịch lớn của Việt Nam. Hà Nội luôn là một trong những địa điểm thu hút nhiều khách du lịch nội địa và quốc tế. Hà Nội đứng đầu về số lượng di tích Việt Nam với 3840 di tích trên tổng số gần 40.000 di tích Việt Nam (trong đó có 1164 di tích cấp quốc gia); Hà Nội hiện là địa phương sở hữu nhiều danh hiệu UNESCO ở Việt Nam nhất. Chính vì vậy mà Hà Nội có thế mạnh và đủ điều kiện để phát triển du lịch văn hóa, tâm linh và hội thảo.
Trung tâm du lịch Hà Nội có vai trò hội tụ giao thông, nằm ở trọng tâm của tam giác du lịch Ninh Bình - Quảng Ninh - Lào Cai, có vai trò phân phối khách du lịch cho những vùng du lịch trọng điểm này và toàn miền Bắc Việt Nam.

## Các loại hình du lịch

### Du lịch lịch sử, tâm linh
Nhiều di tích lịch sử nổi tiếng như: Thành cổ Hà Nội, Tháp Rùa nằm giữa Hồ Hoàn Kiếm, Khu phố cổ Hà Nội, Ô Quan Chưởng, Thành Cổ Loa, Thăng long tứ trấn, Văn Miếu-Quốc Tử Giám, Làng gốm cổ truyền Bát Tràng, Chợ Gốm làng cổ Bát Tràng, Hỏa Lò, Nhà 48 Hàng Ngang, Nhà 5D Hàm Long.
Hà Nội có nhiều đền, chùa như: Chùa Một Cột, Chùa Quán Sứ, Chùa Trấn Quốc, chùa Non Nước, chùa Hương, Chùa Hoè Nhai, Chùa Láng, Chùa Liên Phái, Đền Ngọc Sơn, Đền Voi Phục, Đền Quán Thánh, Đình Bát Tràng, Đình Kim Liên, Chùa Tĩnh Lâu, Phủ Tây Hồ, Đền Bạch Mã,...
Hà Nội cũng có nhiều Nhà thờ: Nhà thờ Lớn Hà Nội, Nhà thờ Cửa Bắc, Nhà thờ Hàm Long, Nhà thờ Giáp Bát, Nhà thờ Tin lành (Ngõ Trạm), Nhà thờ Hồi Giáo Thánh đường Jamia Al Noor (Thánh đường Ánh Sáng), Thánh thất Cao Đài Thủ Đô.

### Du lịch văn hóa, lễ hội

Một số món ngon của Hà Nội

Về ẩm thực, Người Hà Nội có truyền thống ẩm thực lâu đời, tổng hợp những tinh túy từ quê hương những người lên Hà Nội lập nghiệp mà mang theo cái hồn quê trong món ăn, đồ uống. Sống qua nhiều thế hệ ở Hà Nội, họ góp phần hình thành một nền ẩm thực Hà Nội phong phú.
Một số món ăn đặc trưng của người Hà Nội: Bánh cốm, Bánh cuốn Thanh Trì, Bánh tôm Hồ Tây, Bia hơi Hà Nội, Bún chả, Bún ốc, Bún thang, Chả cá Lã Vọng, Cốm làng Vòng, Phở Hà Nội.
Hà Nội có nhiều lễ hội, tiêu biểu như: Lễ hội tiến xuân ngưu ở cửa ô Đông Hà
Phụ chú hội Làng Dàn, Hội Phú Xá (đêm 14.8), Hội Chèm (chính hội ngày 15.5), Hội Gióng đền Sóc (chính hội ngày 6.1), Hội Gióng đền Phù Đổng (chính hội ngày 9.4), Hội đền Đồng Cổ (chính hội ngày 4.4), Hội Đăm (chính hội ngày 10.3), Hội Láng (chính hội ngày 7.3), Hội Phú Thị (chính hội ngày 3.3), Hội Hồ Khẩu (chính hội ngày 13.2), Hội Nành (chính hội ngày 6.2), Hội đồng Nhân (chính hội ngày 5.2), Hội Nhội - Rước vua sống (chính hội ngày 12.1), Hội Triều Khúc (chính hội ngày 10.1), Hội thổi cơm thi Thị Cấm (chính hội ngày 8.1), Hội Cổ Loa (chính hội ngày 6.1), Lễ hội Chùa Láng, Lễ hội Ngãi Cầu (Chính hội ngày 8.1 âm lịch), Hội Chùa Hương (chính hội từ rằm tháng riêng cho tới 18.2 âm lịch).
Năm 2015, Hà Nội có 1.350 làng nghề và làng có nghề chiếm gần 59% tổng số làng, trong đó 244 làng có nghề truyền thống. Số làng có nghề phân bố không đều đa số tập trung chủ yếu ở các huyện: Phú Xuyên 124 làng, Thường Tín 125 làng, Chương Mỹ 174 làng, Ứng Hoà 113 làng, Thanh Oai 101 làng, Ba Vì 91 làng..., trong đó có 198 làng nghề truyền thống được công nhận. Hà Nội có nhiều làng nghề nổi tiếng như: Gốm Bát Tràng, Làng lụa Hà Đông, Tranh Hàng Trống, Làng hoa Ngọc Hà, Đúc đồng Ngũ Xã, Rắn Lệ Mật, rèn Đa Sĩ, Miến Cự Đà

### Du lịch giải trí, nghỉ dưỡng
Đây là loại hình du lịch phát triển khá mạnh sau khi Hà Nội mở rộng. Những lợi thế phát triển du lịch của hệ thống núi Ba Vì và nhiều hồ nước nhân tạo có diện tích mặt nước lớn như hồ Suối Hai, hồ Đồng Mô, hồ Quan Sơn... trong những năm qua nhiều khu, điểm du lịch sinh thái, nghỉ dưỡng cuối tuần được hình thành và phát triển như: Khu du lịch Thác Đa; Đầm Long - Bằng Tạ; suối khoáng Tản Đà; Asean; Ao Vua; Khoang Xanh - Suối Tiên; Thiên Sơn - Suối Ngà... góp phần đáp ứng nhu cầu nghỉ dưỡng cuối tuần, vui chơi giải trí, hoạt động thể thao cho khách du lịch.
Hà Nội có nhiều không gian công cộng như: Hồ Hoàn Kiếm, Khu phố cổ Hà Nội, Văn Miếu - Quốc Tử Giám, Thành cổ Sơn Tây, Gò Đống Đa, Phủ Chủ tịch và khu di tích, Lăng Hồ Chí Minh, Nhà hát Lớn, Vườn quốc gia Ba Vì, Công viên Thống Nhất, Công viên Thủ Lệ, Vườn bách thảo, Ao Vua, Hồ Đồng Mô, Hồ Tây, Công viên Hồ Tây, Khoang Xanh, Hồ Thiền Quang, Hồ Trúc Bạch, Sông Hồng, Công viên Thiên Đường Bảo Sơn. Nhiều bảo tàng lớn như: Bảo tàng Hà Nội, Bảo tàng Phụ nữ Việt Nam, Bảo tàng Mỹ thuật Việt Nam, Bảo tàng Dân tộc học, Bảo tàng Cách mạng Việt Nam, Bảo tàng Hồ Chí Minh, Bảo tàng Lịch sử Việt Nam, Bảo tàng Lịch sử Quân sự Việt Nam
Nhiều công trình lớn của quốc gia như: Sân bay quốc tế Nội Bài, Ga Hà Nội, Cầu Long Biên, Cầu Chương Dương, Cầu Thăng Long, Sân vận động Quốc gia Mỹ Đình, Trung tâm Hội nghị Quốc gia Việt Nam, Khách sạn Sofitel Metropole, Hanoi Hilton Opera, Quảng trường Ba Đình, Quảng trường Cách mạng tháng Tám, Quảng trường Lao động, Quảng trường Đông Kinh Nghĩa Thục, Tràng Tiền Plaza, Vincom Center Bà Triệu

### Du lịch hội thảo, mice
Với cơ sở vật chất hiện có, với kinh nghiệm tổ chức các hội nghị quốc tế lớn như Hội nghị Thượng đỉnh các nước nói tiếng Pháp, Hội nghị Thượng đỉnh các nước ASEAN, Hội nghị ASEM 5, Hội nghị APEC..., Hà Nội là thành phố hàng đầu Việt Nam để tổ chức các hội nghị, hội thảo quốc tế lớn. Các tiện nghi hội nghị, hội thảo của Hà Nội hiện nay có sức chứa tổng cộng khoảng trên 14.000 chỗ ngồi, có khả năng phục vụ các sự kiện từ vài trăm đến cả ngàn người/địa điểm. Tổng số phòng họp hội nghị trong các khách sạn là 97 phòng/6939 chỗ ngồi. Việc tổ chức các hội nghị với phòng họp có trang bị kỹ thuật, máy móc hiện đại, đồng bộ kết hợp với các tour du lịch ngắn ngày giúp khách dự hội nghị có thời gian thư giãn đang được các khách sạn từ 3 sao trở lên, các hãng lữ hành quốc tế và Tổng công ty hàng không Việt Nam phối hợp xây dựng và quảng bá.
Khách du lịch quốc tế đến Thủ đô với nhiều mục đích, trong đó với mục đích du lịch chiếm khoảng 70%, khách công vụ, thương mại, hội nghị hội thảo, thực hiện các nhiệm vụ của Chính phủ chiếm tương ứng 15,9; 4,0 và 2,9%; thăm thân 5,1%.

ASEAN 2010 được tổ chức tại Hà Nội

Ngành Du lịch Hà Nội đã tổ chức thành công nhiều sự kiện như: Hội nghị lần thứ 7 của Hội đồng xúc tiến du lịch châu Á (CPTA) trong khuôn khổ mạng lưới các Thành phố lớn châu Á Thế kỷ 21 (ANMC21) do Hà Nội đăng cai là nước chủ nhà vào tháng 10/2008; Tham gia Diễn đàn Du lịch ASEAN (ATF 2009) và Hội chợ du lịch Travex tại Hà Nội từ ngày 10 -12/01/2009; Tổ chức thành công năm Du lịch quốc gia 2010 tại Hà Nội với 2 sự kiện lớn là: Liên hoan Du lịch Quốc tế Thăng Long - Hà Nội 2010 và Liên hoan ẩm thực Hà Thành; Tổ chức lễ khai hội chùa Hương vào ngày mùng 6 tết; Tổ chức thành công Liên hoan du lịch làng nghề truyền thống Hà Nội và các tỉnh đồng bằng sông Hồng diễn ra từ ngày 8/10 - 12/10/2013 tại Cung Thể thao tổng hợp Quần Ngựa Hà Nội...

## Quy hoạch phát triển

### Mục tiêu
Đến năm 2020, du lịch Hà Nội trở thành ngành kinh tế mũi nhọn, hệ thống cơ sở vật chất kỹ thuật đồng bộ, hiện đại; sản phẩm du lịch chất lượng cao, đa dạng, có thương hiệu, có sức cạnh tranh; mang đậm bản sắc văn hóa dân tộc, thân thiện với môi trường; xây dựng Hà Nội trở thành điểm đến hấp dẫn, có đẳng cấp và xứng đáng là trung tâm du lịch của khu vực và cả nước.
Dự kiến Năm 2020 đón 3,2 triệu khách quốc tế và 20,0 triệu khách nội địa; năm 2030 đón 4,5 triệu khách quốc tế và 26,8 triệu khách nội địa. Tổng thu từ khách du lịch năm 2020 đạt 3.794,0 triệu USD tương đương 79.674 tỷ VNĐ; năm 2030 thu nhập đạt 8.865,0 triệu USD tương đương 186.165 tỷ VNĐ. Tỷ trọng GRDP du lịch trong tổng GRDP thành phố năm 2020 đạt chiếm 8,7%; năm 2030, chiếm 9,3%. Nhu cầu cơ sở lưu trú du lịch năm 2020 là 58.100 phòng; năm 2030 là 98.600 phòng. Năm 2020 tạo việc làm cho gần 383 nghìn lao động, trong đó 127,8 nghìn lao động trực tiếp; năm 2030 tạo việc làm cho khoảng 750 nghìn lao động, trong đó 250 nghìn lao động trực tiếp.

### Các sản phẩm du lịch
- Du lịch văn hóa: Phát triển các loại hình tham quan di tích lịch sử văn hóa, làng nghề, tham quan phố cổ, du lịch lễ hội, du lịch cộng đồng.
- Du lịch sinh thái: Tập trung vào các sản phẩm tham quan, nghiên cứu tìm hiểu các giá trị cảnh quan, sinh thái tại khu vực Vườn quốc gia Ba Vì; khu danh thắng Hương Sơn; khu vực núi Sóc - hồ Đồng Quan.
- Du lịch vui chơi giải trí: Hình thành các khu vui chơi giải trí gồm tổng hợp ở Sóc Sơn; Khu vui chơi giải trí mang tính khám phá thiên nhiên tại Ba Vì; Khu vui chơi giải trí thể thao ở khu vực Ba Vì hoặc Sóc Sơn; Khu vui chơi giải trí thế giới nước Hồ Tây; Khu Thiên đường Bảo Sơn.
- Du lịch MICE khai thác các sự kiện chính trị quốc tế; các sự kiện văn hóa thể thao lớn được tổ chức thường xuyên; các sự kiện du lịch: hội chợ du lịch, festival du lịch...
- Du lịch nghỉ dưỡng: Tập trung phát triển ở Ba Vì, Sóc Sơn.
- Du lịch mua sắm: Phát triển tại các trung tâm thương mại, trung tâm mua sắm hiện đại; các điểm du lịch làng nghề truyền thống nổi tiếng.
- Du lịch nông nghiệp: Phát triển ở các vùng ngoại thành bổ sung cho các chương trình du lịch nội đô.

### Các tuyến du lịch
- Tuyến du lịch mang tính quốc tế: Liên kết Hà Nội với các điểm đến quốc tế theo đường hàng không; Đường sắt liên vận quốc tế: Hà Nội - Trung Quốc, Hà Nội - Lào; Đường bộ xuyên Á.
- Tuyến du lịch quốc gia: Các tuyến du lịch quốc gia phát triển trên cơ sở các tuyến quốc lộ từ Hà Nội gồm: Quốc lộ 1; Quốc lộ 2; Quốc lộ 3; Quốc lộ 5; Quốc lộ 6; Quốc lộ 32.
- Tuyến du lịch nội vùng gồm: City tour nội thành; Tuyến Hồ Tây - Cổ Loa - Đền Sóc; Tuyến Trung tâm Hà Nội - Vân Trì - Đền Sóc - Bắc Ninh; Tuyến Hà Nội - Sơn Tây - Ba Vì; Tuyến sông Đáy; Tuyến sông Hồng: Chương Dương - Đền Lộ - Bát Tràng; Trung tâm Hà Nội - Chùa Hương.